# Recubrimiento de barrera térmica

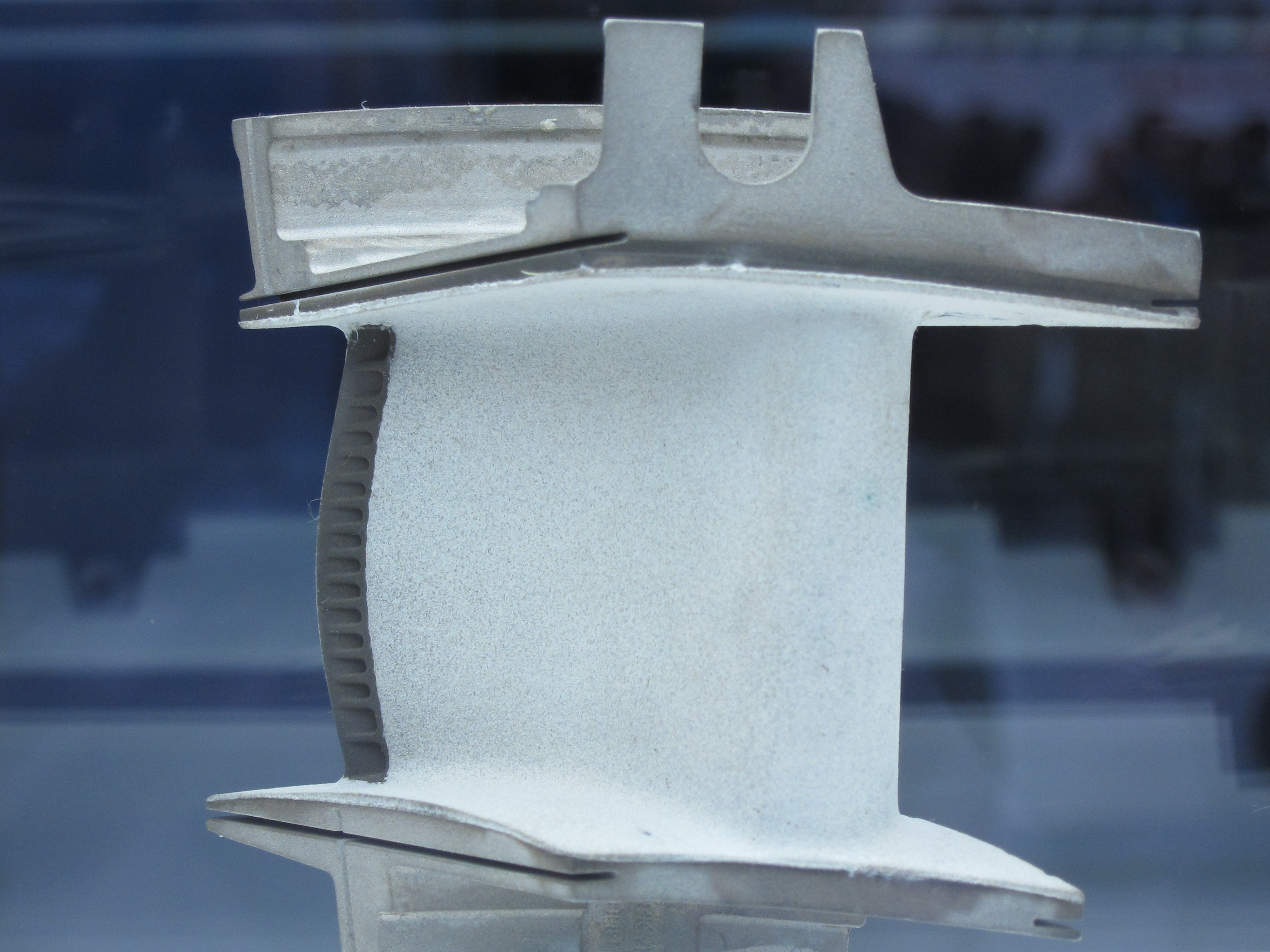
Recubrimiento de barrera térmica (de color blanco) en una paleta de guía de turbina en un motor turbofán V2500

Los recubrimientos de barrera térmica (TBC por sus siglas en inglés) son sistemas de materiales avanzados que generalmente se aplican a superficies metálicas que operan a temperaturas elevadas, como turbinas de gas o partes de motores de aviones, como una forma de gestión del calor de escape. Estos revestimientos de materiales aislantes térmicos de 100 μm a 2 mm de espesor sirven para aislar componentes de cargas térmicas grandes y prolongadas y pueden soportar una diferencia de temperatura apreciable entre las aleaciones que soportan la carga y la superficie del revestimiento. Al hacerlo, estos recubrimientos pueden permitir temperaturas de funcionamiento más altas al tiempo que limitan la exposición térmica de los componentes estructurales, extendiendo la vida útil de las piezas al reducir la oxidación y la fatiga térmica. Junto con el enfriamiento de película activa, los TBC permiten temperaturas del fluido de trabajo más altas que el punto de fusión del perfil aerodinámico de metal en algunas aplicaciones de turbinas. Debido a la creciente demanda de motores más eficientes que funcionen a temperaturas más altas con mejor durabilidad/vida útil y revestimientos más delgados para reducir la masa parásita de los componentes giratorios/móviles, existe una motivación significativa para desarrollar TBC nuevos y avanzados. Los requisitos de material de los TBC son similares a los de los escudos térmicos, aunque en la última aplicación la emisividad tiende a ser de mayor importancia.

## Estructura

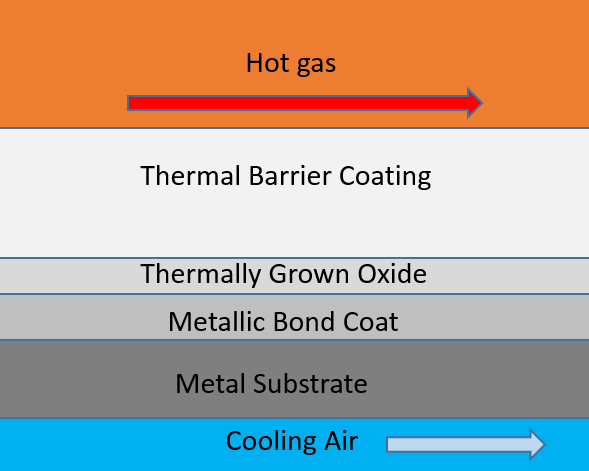
TBC y capas asociadas. El aire de enfriamiento a menudo fluye a través del sustrato metálico para mejorar el enfriamiento.

Un TBC eficaz debe cumplir con ciertos requisitos para funcionar bien en entornos termomecánicos agresivos. Para hacer frente a las tensiones de expansión térmica durante el calentamiento y el enfriamiento, se necesita una porosidad adecuada, así como una correspondencia adecuada de los coeficientes de expansión térmica con la superficie del metal que está recubriendo el TBC. Se requiere estabilidad de fase para evitar cambios de volumen significativos (que ocurren durante los cambios de fase), lo que causaría que el recubrimiento se agriete o se desconche. En los motores que respiran aire, la resistencia a la oxidación es necesaria, así como las propiedades mecánicas decentes para las partes giratorias/móviles o las partes en contacto. Por lo tanto, los requisitos generales para un TBC eficaz se pueden resumir en: 1) un alto punto de fusión. 2) sin transformación de fase entre la temperatura ambiente y la temperatura de funcionamiento. 3) baja conductividad térmica. 4) inercia química. 5) coincidencia de expansión térmica similar con el sustrato metálico. 6) buena adherencia al soporte. 7) baja tasa de sinterización para una microestructura porosa. Estos requisitos limitan severamente el número de materiales que se pueden usar, y los materiales cerámicos generalmente pueden satisfacer las propiedades requeridas.
Los recubrimientos de barrera térmica generalmente constan de cuatro capas: el sustrato de metal, la capa de unión metálica, el óxido de crecimiento térmico (TGO) y la capa superior de cerámica. La capa superior de cerámica se compone típicamente de zirconia estabilizada con itria (YSZ), que tiene una conductividad muy baja mientras permanece estable a las temperaturas de funcionamiento nominales que se ven típicamente en las aplicaciones de TBC. Esta capa de cerámica crea el mayor gradiente térmico del TBC y mantiene las capas inferiores a una temperatura más baja que la superficie. Sin embargo, por encima de 1200 °C, YSZ sufre transformaciones de fase desfavorables, cambiando de t'-tetragonal a tetragonal a cúbica a monoclínica. Tales transformaciones de fase conducen a la formación de grietas dentro del recubrimiento superior. Los esfuerzos recientes para desarrollar una alternativa a la capa superior de cerámica YSZ han identificado muchas cerámicas nuevas (por ejemplo, zirconatos de tierras raras) que exhiben un rendimiento superior a temperaturas superiores a 1200 °C, pero con una tenacidad a la fractura inferior en comparación con la de YSZ. Además, tales circonatos pueden tener una alta concentración de vacantes de iones de oxígeno, lo que puede facilitar el transporte de oxígeno y exacerbar la formación de TGO. Con un TGO lo suficientemente grueso, puede ocurrir un desconchado del recubrimiento, lo cual es un modo catastrófico de falla para los TBC. El uso de tales recubrimientos requeriría recubrimientos adicionales que sean más resistentes a la oxidación, como alúmina o mullita.
La capa de unión es una capa metálica resistente a la oxidación que se deposita directamente sobre el sustrato metálico. Por lo general, tiene un grosor de 75-150 μm y está hecho de una aleación de NiCrAlY o NiCoCrAlY, aunque también existen otras capas adhesivas hechas de aluminuros de Ni y Pt. El propósito principal de la capa adhesiva es proteger el sustrato metálico de la oxidación y la corrosión, particularmente del oxígeno y los elementos corrosivos que pasan a través de la capa superior de cerámica porosa.
En las condiciones de funcionamiento máximas que se encuentran en los motores de turbina de gas con temperaturas superiores a 700 °C, la oxidación de la capa de unión conduce a la formación de una capa de óxido de crecimiento térmico (TGO). La formación de la capa de TGO es inevitable para muchas aplicaciones de alta temperatura, por lo que los recubrimientos de barrera térmica a menudo se diseñan para que la capa de TGO crezca lenta y uniformemente. Tal TGO tendrá una estructura que tiene una baja difusividad para el oxígeno, de modo que el crecimiento adicional se controla mediante la difusión del metal de la capa de unión en lugar de la difusión de oxígeno desde la capa superior.
El TBC también se puede modificar localmente en la interfaz entre la capa de unión y el óxido crecido térmicamente para que actúe como un fósforo termográfico, lo que permite la medición remota de la temperatura.

## Modos de falla
Los TBC fallan a través de varios modos de degradación que incluyen arrugamiento mecánico de la capa de unión durante la exposición cíclica térmica (especialmente recubrimientos en motores de aviones), oxidación acelerada, corrosión en caliente o degradación de depósitos fundidos. También hay problemas con la oxidación (las áreas del TBC comienzan a desprenderse) del TBC, lo que reduce drásticamente la vida útil del componente metálico, lo que conduce a la fatiga térmica.
Una característica clave de todos los componentes de TBC es la necesidad de coeficientes de expansión térmica bien adaptados entre todas las capas. Los recubrimientos de barrera térmica se expanden y contraen a diferentes velocidades al calentar y enfriar el ambiente, por lo que si los materiales de las diferentes capas tienen coeficientes de expansión térmica mal ajustados, se introduce una deformación que puede provocar grietas y, en última instancia, fallas del recubrimiento.
El agrietamiento en la capa de óxido de crecimiento térmico (TGO) entre la capa superior y la capa de unión es el modo de falla más común para los revestimientos de palas de turbinas de gas. El crecimiento de TGO produce un estrés asociado a la expansión de volumen que persiste a todas las temperaturas. Cuando el sistema se enfría, se introduce aún más desajuste a partir del desajuste en los coeficientes de expansión térmica. El resultado son tensiones muy altas (2-6 GPa) que se producen a baja temperatura y pueden producir agrietamiento y, en última instancia, desconchado del revestimiento de barrera. La formación de TGO también da como resultado el agotamiento de Al en la capa de unión. Esto puede conducir a la formación de fases indeseables que contribuyen a las tensiones por desajuste. Todos estos procesos son acelerados por el ciclo térmico que sufren muchos recubrimientos de barrera térmica en la práctica.

## Tipos[3]

### YSZ
YSZ es el TBC más estudiado y utilizado porque proporciona un rendimiento excelente en aplicaciones como motores diesel y turbinas de gas. Además, era uno de los pocos óxidos refractarios que podían depositarse como películas gruesas utilizando la tecnología entonces conocida de pulverización de plasma. En cuanto a propiedades, tiene baja conductividad térmica, alto coeficiente de expansión térmica y baja resistencia al choque térmico. Sin embargo, tiene un límite de funcionamiento bastante bajo de 1200 °C debido a la inestabilidad de fase y puede corroerse debido a su transparencia de oxígeno.

### Mullita
La mullita es un compuesto de alúmina y sílice, con la fórmula 3Al2O3-2SiO2. Tiene una baja densidad, junto con buenas propiedades mecánicas, alta estabilidad térmica, baja conductividad térmica y es resistente a la corrosión y oxidación. Sin embargo, sufre de cristalización y contracción de volumen por encima de 800 °C, lo que conduce a agrietamiento y deslaminación. Por lo tanto, este material es adecuado como alternativa de zirconia para aplicaciones como motores diesel, donde las temperaturas de la superficie son relativamente bajas y las variaciones de temperatura a través del revestimiento pueden ser grandes.

### Alúmina
Solo el Al2O3 en fase α es estable entre los óxidos de aluminio. Con una alta dureza e inercia química, pero alta conductividad térmica y bajo coeficiente de expansión térmica, la alúmina se usa a menudo como una adición a un revestimiento TBC existente. Al incorporar alúmina en YSZ TBC, se puede mejorar la resistencia a la oxidación y corrosión, así como la dureza y la fuerza de unión sin cambios significativos en el módulo elástico o la tenacidad. Un desafío con la alúmina es la aplicación del recubrimiento mediante pulverización de plasma, que tiende a crear una variedad de fases inestables, como la γ-alúmina. Cuando estas fases finalmente se transforman en la fase α estable a través de ciclos térmicos, sigue un cambio de volumen significativo de ~15% (γ a α), que puede conducir a la formación de microfisuras en el recubrimiento.

### CeO2 + YSZ
CeO2 (Ceria) tiene un coeficiente de expansión térmica más alto y una conductividad térmica más baja que YSZ. Agregar ceria a un recubrimiento YSZ puede mejorar significativamente el rendimiento del TBC, especialmente en la resistencia al choque térmico. Lo más probable es que esto se deba a una menor tensión de la capa de unión debido a un mejor aislamiento y un mejor coeficiente de expansión térmica neta. Algunos efectos negativos de la adición de ceria incluyen la disminución de la dureza y la velocidad de sinterización acelerada del recubrimiento (menos poroso).

### Circonatos de tierras raras
La2Zr2O7, también conocido como LZ, es un ejemplo de zirconato de tierras raras que muestra potencial para su uso como TBC. Este material es estable en fase hasta su punto de fusión y puede tolerar en gran medida las vacantes en cualquiera de sus subredes. Junto con la capacidad de sustitución del sitio con otros elementos, esto significa que las propiedades térmicas se pueden adaptar potencialmente. Aunque tiene una conductividad térmica muy baja en comparación con YSZ, también tiene un coeficiente de expansión térmica bajo y una tenacidad baja.

### Óxidos de tierras raras
La mezcla de óxidos de tierras raras está disponible, es barata y puede ser prometedora como TBC eficaces. Los recubrimientos de óxidos de tierras raras (p. Ej., La2O3, Nb2O5, Pr2O3, CeO2 como fases principales) tienen una conductividad térmica más baja y coeficientes de expansión térmica más altos en comparación con YSZ. El principal desafío a superar es la naturaleza polimórfica de la mayoría de los óxidos de tierras raras a temperaturas elevadas, ya que la inestabilidad de fase tiende a impactar negativamente la resistencia al choque térmico.

### Compuestos de metal y vidrio
Una mezcla en polvo de metal y vidrio normal se puede pulverizar con plasma al vacío, con una composición adecuada que da como resultado un TBC comparable a YSZ. Además, los compuestos de metal y vidrio tienen una adherencia superior de la capa de unión, coeficientes de expansión térmica más altos y ninguna porosidad abierta, lo que evita la oxidación de la capa de unión.

## Usos

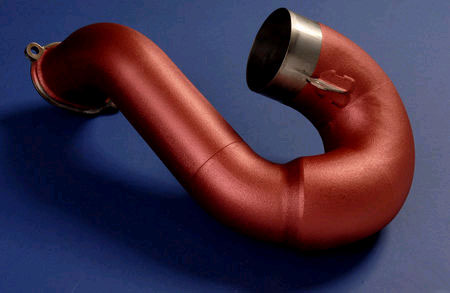
Recubrimiento de barrera térmica en un componente del sistema de escape de automóviles

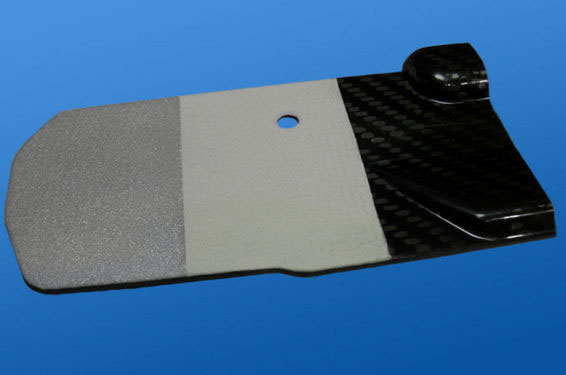
Recubrimiento de barrera térmica sobre un material compuesto de carbono

### Automotor
Los recubrimientos cerámicos de barrera térmica son cada vez más comunes en aplicaciones automotrices. Están diseñados específicamente para reducir la pérdida de calor de los componentes del sistema de escape del motor, incluidos los colectores de escape, las carcasas de los turbocompresores, los colectores de escape, los tubos de bajada y los tubos de escape. Este proceso también se conoce como "gestión del calor de escape". Cuando se usan debajo del capó, estos tienen el efecto positivo de reducir las temperaturas del compartimiento del motor y, por lo tanto, reducen la temperatura del aire de admisión.
Aunque la mayoría de los recubrimientos cerámicos se aplican a partes metálicas directamente relacionadas con el sistema de escape del motor, los avances tecnológicos ahora permiten que los recubrimientos de barrera térmica se apliquen mediante pulverización de plasma sobre materiales compuestos. Ahora es común encontrar componentes recubiertos de cerámica en motores modernos y en componentes de alto rendimiento en series de carreras como la Fórmula 1. Además de brindar protección térmica, estos recubrimientos también se utilizan para evitar la degradación física del material compuesto debido a la fricción. Esto es posible porque el material cerámico se adhiere al compuesto (en lugar de simplemente adherirse a la superficie con pintura), formando así un recubrimiento resistente que no se astilla ni se descascara fácilmente.
Aunque se han aplicado revestimientos de barrera térmica al interior de los componentes del sistema de escape, se han encontrado problemas debido a la dificultad de preparar la superficie interna antes del revestimiento.

### Aviación
El interés en aumentar la eficiencia de los motores de turbina de gas para aplicaciones de aviación ha impulsado la investigación sobre temperaturas de combustión más altas. La eficiencia de la turbina está fuertemente correlacionada con la temperatura de combustión. La combustión a temperaturas más altas mejora la eficiencia termodinámica de la máquina, dando una relación más favorable del trabajo generado en relación con el calor residual. Los recubrimientos de barrera térmica se utilizan comúnmente para proteger las superaleaciones a base de níquel tanto de la fusión como de los ciclos térmicos en las turbinas de aviación. Combinados con el flujo de aire frío, los TBC aumentan la temperatura permitida del gas por encima del punto de fusión de la superaleación.
Para evitar las dificultades asociadas con el punto de fusión de las superaleaciones, muchos investigadores están investigando los compuestos de matriz cerámica (CMC) como alternativas a altas temperaturas. Generalmente, estos están hechos de SiC reforzado con fibra. Las piezas giratorias son especialmente buenas candidatas para el cambio de material debido a la enorme fatiga que soportan. Los CMC no solo tienen mejores propiedades térmicas, sino que también son más livianos, lo que significa que se necesitaría menos combustible para producir el mismo empuje para los aviones más livianos. Sin embargo, el cambio material no está exento de consecuencias. A altas temperaturas, estas CMC son reactivas con el agua y forman compuestos gaseosos de hidróxido de silicio que corroen la CMC.
SiOH2 + H2O = SiO(OH)2
SiOH2 + 2H2O = Si(OH)4
2SiOH2 + 3H2O = Si2O(OH)6
Los datos termodinámicos de estas reacciones se han determinado experimentalmente durante muchos años para determinar que el Si(OH)4 es generalmente la especie de vapor dominante. Se requieren recubrimientos de barrera ambiental aún más avanzados para proteger estas CMC del vapor de agua y de otros degradantes ambientales. Por ejemplo, a medida que la temperatura del gas aumenta hacia 1400 K-1500 K, las partículas de arena comienzan a fundirse y reaccionan con los recubrimientos. La arena derretida es generalmente una mezcla de óxido de calcio, óxido de magnesio, óxido de aluminio y óxido de silicio (comúnmente conocido como CMAS). Muchos grupos de investigación están investigando los efectos nocivos de CMAS en los revestimientos de turbinas y cómo prevenir daños. CMAS es una gran barrera para aumentar la temperatura de combustión de los motores de turbina de gas y deberá resolverse antes de que las turbinas experimenten un gran aumento en la eficiencia debido al aumento de temperatura.

## Procedimientos de aplicación
En la industria, los revestimientos de barrera térmica se aplican de varias formas:
- Deposición física de vapor por haz de electrones: EBPVD
- Pulverizador de plasma de aire: APS
- Combustible de oxígeno de alta velocidad: HVOF
- Deposición de vapor asistida por pulverización electrostática: ESAVD
- Deposición directa de vapor

Además, el desarrollo de recubrimientos y métodos de procesamiento avanzados es un campo de investigación activa. Un ejemplo de ello es el proceso de pulverización de plasma precursor de la solución, que se ha utilizado para crear TBC con algunas de las conductividades térmicas más bajas informadas sin sacrificar la durabilidad cíclica térmica.